# Elazığ

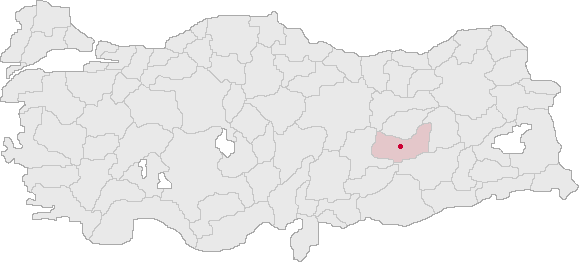
Położenie miasta i prowincji Elazığ

Elazığ – miasto we wschodniej Turcji, centrum administracyjne prowincji o tej samej nazwie.
Według danych na rok 2000 miasto zamieszkiwało 266495 osób, a według danych na rok 2004 całą prowincję ok. 592000 osób. Gęstość zaludnienia w prowincji wynosiła ok. 65 osób na km².